# Pseudoanthidium orientale
Pseudoanthidium orientale là một loài Hymenoptera trong họ Megachilidae. Loài này được Bingham mô tả khoa học năm 1897.